# Camillo Benso di Cavour

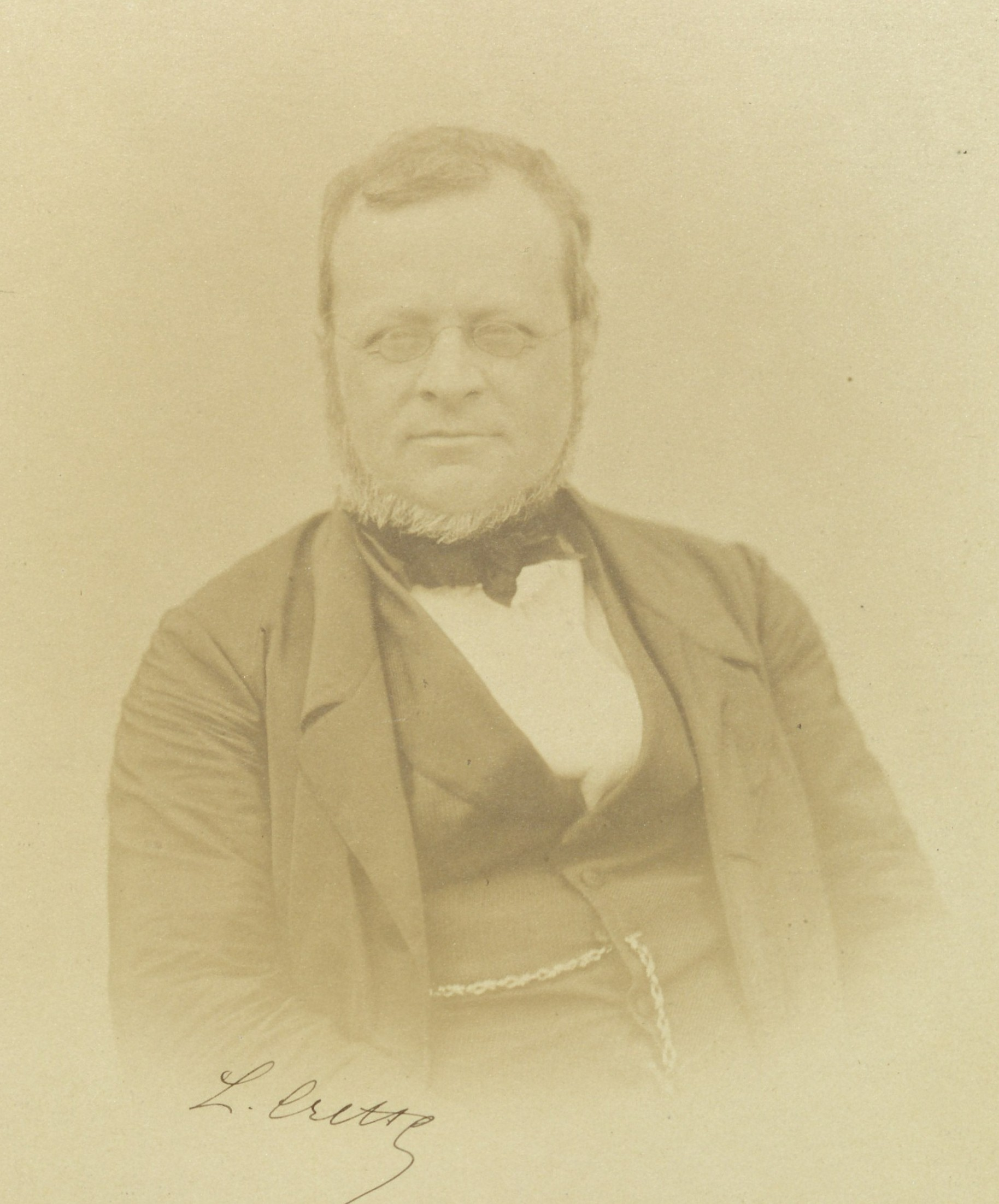
Camillo Benso di Cavour, 1858

Camillo Benso di Cavour, gróf (tulajdonképpen Camillo Benso, Cavour grófja; magyar források gyakran említik Cavourként) (Torino, 1810. augusztus 10. – Torino, 1861. június 6.); olasz politikus. A Szárd–Piemonti Királyság miniszterelnökeként jelentős szerepet játszott az egységes Olaszország létrehozásában. A III. Napóleon francia császárral kötött katonai megállapodása alapján kirobbantotta az 1859. évi piemonti–francia–osztrák háborút, amelynek kimenetele megtörte a Habsburg Birodalom észak-itáliai főhatalmát, és 1860-ra elvezetett Itália államainak a Savoyai-ház koronája alatt történő egyesítéséhez (Veneto, Róma és a pápai állam maradványának kivételével). Az egyesült Olasz Királyság első miniszterelnöke, külügyminisztere és tengerészeti minisztere lett, 1861-ben bekövetkezett haláláig.

## Életpályája

### Származása
Előkelő és jómódú főúri családnak volt ivadéka és meglehetős zajos ifjúság után egészen az olasz nemzeti eszmének szentelte erejét. Mint katona a mérnöki karnál szolgált és ez időtől fogva a leginkább a praktikus tudományok iránt érdeklődött. Utazásai Franciaországban és Angliában megismertették a nagy nemzetek segédeszközeivel és még jobban éreztették vele hazája elmaradottságát és szétdaraboltságának átkát. Úgy politikai, mint társadalmi tekintetben Anglia volt ideálja; különösen nagy tisztelettel viseltetett Robert Peel, a konzervatív reformer iránt.
Szabadabb gondolkodása nem engedte, hogy az akkor még abszolút szardíniai kormány alatt hivatalt vállaljon. Másrészt arisztokrata hajlamai és családi összeköttetései - atyja Torino városának gyűlölt rendőrfőnöke volt - népszerűtlenné tették őt a nemzeti párt és a demokraták előtt, bár az osztrákok már 1833 óta egyikét látták benne olasz uralmuk legveszélyesebb ellenfelének. Ilyen viszonyok közt tevékenysége ősi birtokainak kezelésére és jó karban tartására, gazdasági és pénzügyi érdekű cikkek írására, gazdasági egyesületek és kisdedóvók alapítására szorítkozott. Különösen a vasúti hálózat megteremtésére helyezett nagy súlyt mint a nemzet egyesítésének egyik legfontosabb eszközére. Belső küzdelmektől nem igen gátolva, eszének egész tisztaságát, akaratának egész erejét eszméi szolgálatára fordíthatta. Olaszország leendő egyesítőjét ö a szardíniai királyságban látta, nem pedig valami ideális köztársaságban, vagy a pápaságban. De e célból előbb közelebb kellett hozni e királyságot a nemzethez, alkotmányossá kellett azt tenni. Amikor mindenfelé dúlt a forradalom vihara, ő adott annak irányt, amikor a nép minden követelését elégtelennek nyilvánította, mindaddig, amíg nincs alkotmány és parlamentáris élet (1848 elején). Véleményei terjesztésére hírlapot alapított, majd az alkotmány megadása után vezére lett a hazafias, de éppen nem demokratikus többségnek, amely d’Azeglio miniszterelnököt támogatta.

### Az 1848–49-es hadjáratok után
Az 1848–49. évi szerencsétlen, vesztes hadjáratok után, amelyek az országot egészen kimerítették, csak gyökeres reformoktól és a nemzeti szellem folytonos ápolásától és ébren tartásától várta hazája fölemelkedését. Viktor Emánuel király, ki őt személyesen éppen nem kedvelte már 1850-ben kénytelen volt őt bevenni a kabinetbe. Mint kereskedelmi, majd mint pénzügyminiszter nagy érdemeket szerzett az anyagi jólét előmozdítása körül, vasutak építése, a szabad kereskedés elvének keresztülvitele, valamint a nemzeti bank alapítása által. Midőn a király és d’Azeglio miniszterelnök késtek a polgári házasság bevezetésével, hogy a Szentszékhez való viszonyon ne változtassanak, Cavour 1852-ben kilépett a kormányból. Nemsokára azonban sikerült meggyőznie a királyt a reform szükségéről, és ugyanezen év végén már miniszterelnökként vette kezébe az ügyek vezetését. A többség konzervatív része elhagyta régi vezérét ki most a Rattazzi által vezetett balközépnél keresett és talált támogatást. A Szárd Királyság ügyét egészen azonosította az egységes Itália megszerzésének ügyével, de a legnagyobb óvatossággal járt el, hogy a túl hatalmas Ausztriát idő előtt háborúra ne ingerelje.

### Szövetséges nagyhatalom kerestetik
Az 1854. évi brit–francia beavatkozás a krími háborúba  alkalmat nyújtott azon szövetségek megszerzésére miket ő már 1848-ban nélkülözhetetlennek tartott. A brit-francia szövetség nagy áldozatokat rótt az országra minden közvetlen haszon nélkül, amikor a külügyminiszter ellenezte azt, de Cavour a maga felelősségére mégis aláírta (1855 január 10). Kossuth szerint is „merész kockáztatott játékra határozta el magát Cavour.” Annál nagyobb volt a morális diadala, amikor a nagyhatalmak követeivel együtt részt vehetett az 1856. évi párizsi kongresszuson s szóba hozhatta Itália ügyét. Ezóta nyilvánvaló volt, hogy a nyugati nagyhatalmak Ausztria ellenében Szardíniának fogják pártját. III. Napóleon császár megnyerésére, aki nélkül semmit sem lehetett tenni, Cavour mindent felhasznált, még a női befolyást is.
A Plombières-ben 1858. július 21-én történt titkos találkozójukon, Cavour hosszan tárgyalt a császárral. Nemcsak a katonai szövetségről állapodott meg, hanem afelől is, hogy a szövetség célja egész Észak-Itália egyesítése a szárd király főhatalma alatt. A szövetség és a katonai segítség ára a Savoyai Hercegség (a Savoyai királyi ház törzsbirtoka) és a Nizzai Grófság átengedése volt, továbbá családi összeköttetés: Viktor Emánuel király leányának, Mária Klotild hercegnőnek eljegyzése Napoléon Joseph Bonapartéval, Montfort hercegével, akit „Napóleon hercegnek” (Prince Napoléon-nak) neveztek, és a krími háborúban nyújtott szánalmas parancsnoki működése miatt „Plon-Plon”-nak csúfoltak. Cavournak sikerült meggyőznie a királyt, aki ellenezte a házasságot. Mind az országon belül, mind a külföldi diplomáciai úton mindent előkészített, hogy a megfelelő pillanatban a Szárd–Piemonti Királyság a lehető legnagyobb katonai erővel jelenhessen meg a csatatéren. Nagy mestere volt a sajtó felhasználásának, és különösen a brit közvéleményre tudott hatni oly módon, hogy az ellensúlyozni tudta a hagyományosan osztrákbarát tory kormányt.

### Az Ausztria elleni háború előkészítése
A fegyverkezés lázasan folyt, mindenfelől, különösen Lombardiából tódultak az önkéntesek a nemzeti zászló alá. Torinó számos intézkedésével folyamatosan provokálta Ausztriát, mivel a francia katonai segítséget csak mint „megtámadott ország” kaphatta meg, ő maga nem üzenhetett háborút. Anglia kongresszust javasolt a vitás kérdés elintézésére, ami ellentétben állt Viktor Emánuel és Cavour expanziós terveivel. Ha Ausztria beleegyezett volna a tárgyalásos rendezésbe, vagy továbbra sem üzen hadat, Cavour egész politikája kudarcot vallott volna. Maga Cavour, akit a folytonos munka elcsigázott, e válságos napokban, 1859. április 20-a körül öngyilkosságra gondolt, vagy végső menekvés gyanánt arra, hogy Szardínia ismét csak saját erejével próbáljon megvívni Ausztriával. A Szárd–Piemonti Királyságot e válságos helyzetből végül a III. Napóleon által sikeresen kiprovokált, április 23-i osztrák ultimátum mentette meg. Most már Szardínia volt a megtámadott fél, és a katonai szerződés értelmében Cavour biztosan számíthatott a francia haderő segítségére.
Mindenfelé megindult az olasz nemzeti mozgalom, melynek szálait Cavour tartotta a kezében. Összeköttetésbe lépett a magyar emigrációval, sőt a délszlávokkal is, hogy Oroszországot is megnyerje ügyének. De csakhamar tapasztalnia kellett, mekkora veszedelem a túl hatalmas szövetséges. A megindult háború során, a francia császári haderő árnyékában a kis piemonti hadsereggel, több nagy ütközetben vereséget mért az osztrák császári hadseregre (magentai csata, solferinói csata). Megsemmisítő győzelme ellenére azonban III. Napóleon császár – aki nem akarta meggyengíteni az Osztrák Császárságot – 1859. július 11-én sietve megkötötte Ferenc Józseffel a villafrancai fegyverszünetet, amelynek értelmében Ausztria csak Lombardiáról mondott le III. Napóleon javára (aki azt átengedte Viktor Emánuelnek), de Venetót megtarthatta, a többi észak-itáliai fejedelemségekben pedig – a két császár megegyezése szerint – változatlan maradt volna a Habsburg-hű, monarchikus politikai berendezkedés.

### Észak-Itália bekebelezése
Az előre nem látott különbéke hírére Cavour összeomlott, és lemondott a miniszterelnökségről. Még a királya iránti kötelező tiszteletről is megfeledkezett. A szintén mélyen lesújtott Kossuth Lajoshoz így szólt: „összeesküvő leszek, forradalmár leszek, de ez a béke nem lesz meg.” A béketárgyalások alatt és a zürichi békekötés után Cavour és elvbarátai keresztülvitték a közép-itáliai kis államok elégedetlenkedőinek felfegyverezését. A nemzeti liberális tömegmozgalmak megdöntötték a Habsburg-hű monarchiákat, és a Cavour által megszervezett népszavazások – kevéssé meglepő módon – megerősítették a fejedelemségek beolvasztását a Szárd–Piemonti Királyságba.
Viktor Emánuel király, tekintettel konzervatív szövetségesére, III. Napóleonra, kénytelen volt formálisan visszautasítani az észak-itáliai államok annektálását, de miután átadta a császárnak a szerződésben kikötött Savoyát és Nizzát, és beleegyezett e tartományok (természetesen ezúttal a francia kormány által szervezett népszavazás útján a Francia Császárságba történő) bekebelezésébe, III. Napóleon érzékenysége az észak-itáliai monarchiák önállóságának tárgyában alább hagyott.
1860 elején a király ismét kormányfővé nevezte ki Cavour grófot, aki néhány hét alatt végrehajtotta az itáliai államok tervezett egyesítését. 1860. április 2-án Torinóban, a Szárd–Piemonti Királyság fővárosában összeülhetett az első olasz parlament.

### Dél-Itália megszerzése
Röviddel ezután Giuseppe Garibaldi merész vállalkozása, amelyet Cavour titokban mindenképpen elősegített, a Nápoly–Szicíliai Királyságban is túlsúlyra juttatta a forradalmat. Egyúttal a pápai állam már elszakadt részeinek, Romagna és Marche tartományoknak elfoglalására is sereget indított, amely a pápai csapatok legyőzése után befejezte Nápoly meghódítását és véget vetett ott Garibaldi diktátori működésének. Róma városát és a „patrimonium Petri”-t (Szent Péter örökségét) még védelmezte a III. Napóleon által odarendelt és fegyverben tartott „francia őrség”, ezért oda Cavour is csak nagyon óvatosan közeledhetett. Emiatt, továbbá Savoya és Nizza átengedése miatt, és mert Cavour különben is mindenben útját állta a radikális izgatásnak, amelynek addig annyi hasznát vette, Garibaldi és hívei szenvedélyes harcba kezdtek ellene.

### Róma sorsának terve
E nagy parlamentáris csatában Cavour meghatározta, milyen feltételektől függ a hőn óhajtott főváros tényleges megszállása. Magát az eszmét illetőleg egyetértett Garibaldival: Rómát, a 25 évszázad dicsőségével övezett várost az egységes Itália királyi fővárosává kell tenni. Cavour nézete szerint „huszonkét millió olasz szeretete és tisztelete nagyobb oltalmat jelent majd az egyház élén álló felséges főpapnak, mint 25 000 francia szurony.” De a pápai székhely elfoglalásához szükséges volt Franciaország beleegyezése, és el kellett kerülni, hogy az új állam elnyomja az egyházat (1861. március 28.)

### Halála
Cavour bölcs és szabadelvű nyilatkozatai nem fegyverezték le az ellenpártot. A radikális Garibaldi azzal vádolta Cavourt, hogy eladta az ő szülővárosát, Nizzát a franciáknak. Ez a durva politikai harc végleg aláásta Cavour egészségét. Néhány héttel később a szüntelen gond és munka kimerítette Cavour életerejét. Gyóntatójához, Jakab szerzeteshez, aki az egyházból kiközösített haldoklót gondozta, végrendelet gyanánt e szavakat intézte: „Testvér! Szabad egyházat a szabad államban.”

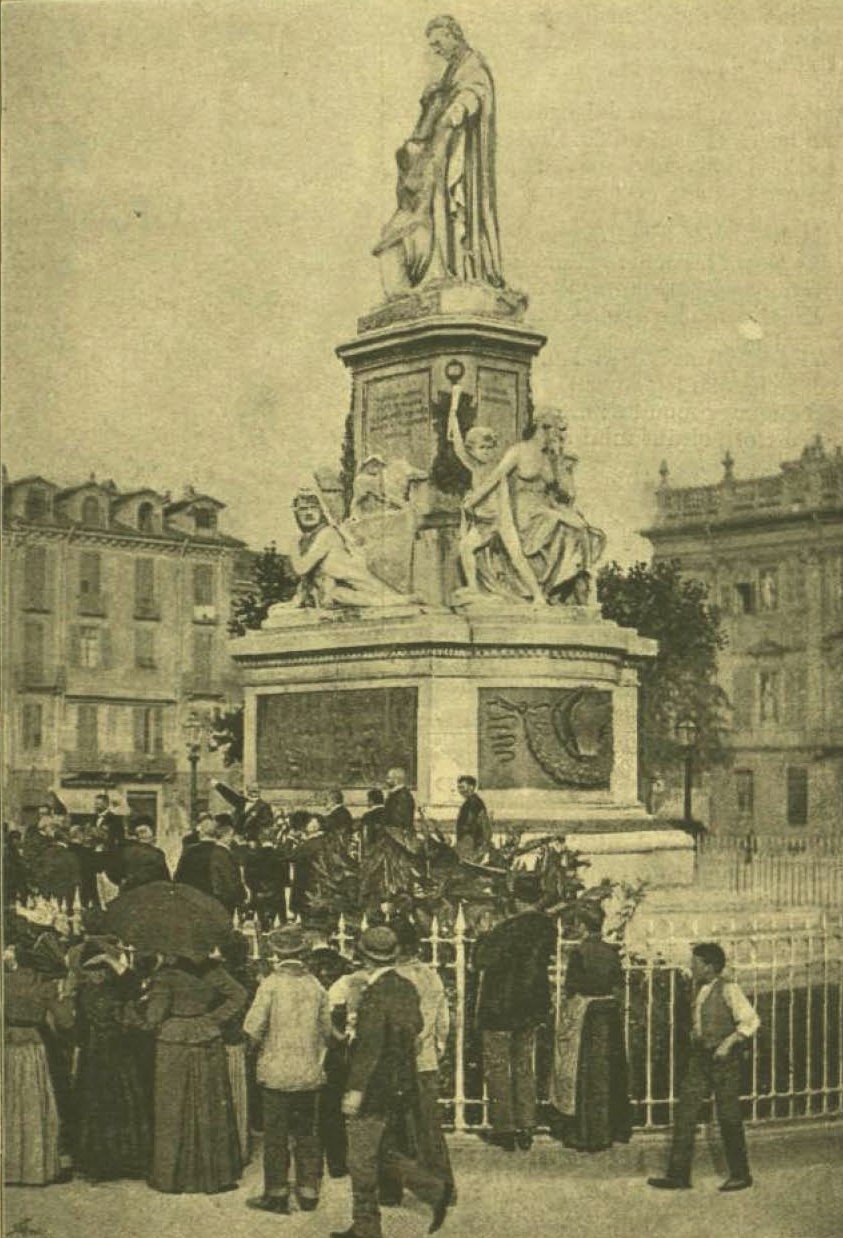
Szobrának megkoszorúzása a magyar küldöttség által. Torinó 1892. szeptember 20.

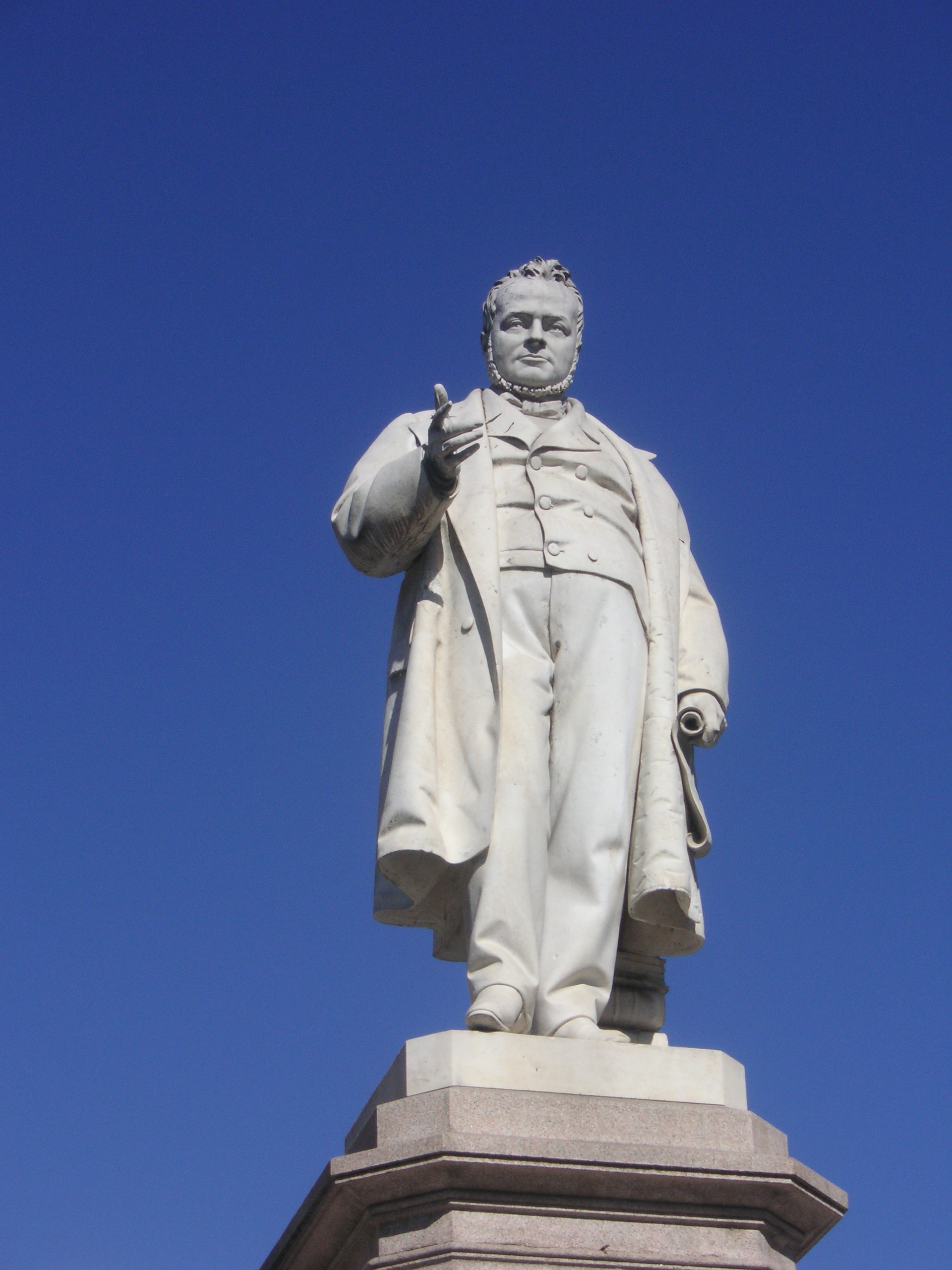
Cavour szobra Vercelliben

## Emlékezete
- Majdnem minden olasz városnak van róla elnevezett tere vagy utcája, Róma mindkét oldalán is, valamint híd is van róla elnevezve. Majd mindegyik város állított neki szobrot is. Ezek közt különösen a torinói, Duprétől, nagy művészi értékű.
- Cavour leveleit kiadta Luigi Chiaja 4 kötetben.
- Parlamenti beszédeinek gyűjteményét Massari bocsátotta közre 12 kötetben.
- Külügyi kormányára teljes fényt derít Bianchi Nicomede munkája. Storia documentata della diplomazia Europea in Italia 1814-1861.
- Igen becses adatokat szolgáltat Kossuth Lajos: Irataim az emigrációból és Pulszky Ferenc: Életem és korom 4. k.